# Хрустицький Владислав Владиславович
Хрусти́цький Владисла́в Владисла́вович (27 жовтня 1902 — 26 січня 1944) — радянський полковник, командувач 30-ї окремої гвардійської танкової бригади Ленінградського фронту, Герой Радянського Союзу (1944).
Батько генерал-лейтенанта Хрустицького Володимира Владиславовича.

## Біографія
Народився 27 жовтня 1902 року в селі Мала Чернявка Ружинського району Житомирської області в родині селянина. За національністю — поляк.
Закінчив школу-семирічку. Працював кочегаром, помічником машиніста паротяга на станції Казятін.
У травні 1924 року призваний до лав Красної Армії. Закінчив полкову школу в Бердичиві Житомирської області, а в 1938 році — автобронетанкові курси. На фронтах Німецько-радянської війни з 1941 року.
61-ша окрема легка танкова бригада під командуванням В. В. Хрустицького особливо відзначилась в операції «Іскра», під час якої підтримувала наступ дивізій першого ешелону ударного танкового угруповання 67-ї армії. За мужність та героїзм, які були проявлені особистим складом бригади, вона була переформована у гвардійську танкову бригаду.
Під час Красноселько-Ропшинської операції 30-та гвардійська окрема танкова бригада брала участь у ліквідації петергофсько-стрельницького угруповання супротивника. 26 січня 1944 року бригада, прорвавши оборону супротивника, звільнила селище та станцію Волосово Ленінградської області, відкривши радянським військам шлях на Нарву. У цьому бою В. В. Хрустицький загинув.